# فرانكا راسموسن
فرانكا راسموسن (بالألمانية: Franka Rasmussen؛ بالدنماركية: Franka Rasmussen) هي فنانة ومُدرسة ألمانية ودنماركية، ولدت في 20 مارس 1907 في فرانكفورت في ألمانيا، وتوفيت في 14 ديسمبر 1994 في كوبنهاغن في الدنمارك.